# Liste der Kulturgüter in Grandcour
Die Liste der Kulturgüter in Grandcour enthält alle Objekte in der Gemeinde Grandcour im Schweizer Kanton Waadt, die gemäss der Haager Konvention zum Schutz von Kulturgut bei bewaffneten Konflikten, dem Bundesgesetz vom 20. Juni 2014 über den Schutz der Kulturgüter bei bewaffneten Konflikten sowie der Verordnung vom 29. Oktober 2014 über den Schutz der Kulturgüter bei bewaffneten Konflikten unter Schutz stehen.
Objekte der Kategorien A und B sind vollständig in der Liste enthalten, Objekte der Kategorie C fehlen zurzeit (Stand: 1. Januar 2023).

## Kulturgüter
| Foto |                                                                                     | Objekt | Kat. | Typ | Standort                                  | Beschreibung |
| ---- | ----------------------------------------------------------------------------------- | --- | ---- | --- | ----------------------------------------- | ------------ |
| ja   | Datei hochladen · Wikidata zu Reformierte Kirche Notre-Dame de Ressudens (Q3586114) | Reformierte Kirche Notre-Dame / Église réformée Notre-Dame KGS-Nr.: 06092                                                                                           | A    | G   | Ressudens 28.2 562580 / 191220            |              |
| ja   | Datei hochladen · Wikidata zu Schloss mit Nebengebäuden (Q2969346)                  | Schloss mit Nebengebäuden, Holzschuppen, Springbrunnen, Tor, Mauern und Garten / Château avec dépendances, bûcher, fontaine, portail, murs et jardin KGS-Nr.: 06093 | A    | G   | Chemin du Château 1, 3, 5 561223 / 191519 |              |
| ja   | Datei hochladen · Wikidata zu Bauernhaus und Dependance (Q29890866)                 | Bauernhaus und Dependance / Maison paysanne et dépendance KGS-Nr.: 10326                                                                                            | B    | G   | Ressudens-Dessous 8, 8.2 562510 / 190907  |              |